# Teatro La Cúpula
Teatro La Cúpula es un recinto multipropósito ubicado al interior del parque O'Higgins, en Santiago de Chile. Desde 2006 es propiedad de la Municipalidad de Santiago.
Fue creado como anfiteatro en la década de 1970 y transformado en cúpula en 1999. Ha sido utilizado para múltiples eventos, entre ellos, los festivales Lollapalooza Chile y Maquinaria. También fue ocupado como centro de estadísticas de las elecciones municipales de 2012.

## Conciertos
Desde mediados de la década de 2000, el teatro ha recibido constantemente a artistas de diversos estilos; tanto nacionales como internacionales, encumbrándolo como una de las locaciones fuertes dentro de la capital. De ellos, los cuales destacan:

### 2000
| 6 de abril | Saiko |

### 2001
| 15 de junio     | Mamma Soul      |
| 21 de diciembre | Canal Magdalena |
| 28 de diciembre | Florcita Motuda |
| 28 de diciembre | Sinergia        |
| 28 de diciembre | 2X              |

### 2002
| sin eventos |

### 2003
| 23 de noviembre | Rey Chocolate       | Aggro Fest 2003 |
| 23 de noviembre | Lupus               | Aggro Fest 2003 |
| 23 de noviembre | Ribo                | Aggro Fest 2003 |
| 23 de noviembre | Hielo Negro         | Aggro Fest 2003 |
| 23 de noviembre | Natura              | Aggro Fest 2003 |
| 23 de noviembre | Vadca               | Aggro Fest 2003 |
| 23 de noviembre | Muscaria            | Aggro Fest 2003 |
| 23 de noviembre | Silencio            | Aggro Fest 2003 |
| 23 de noviembre | Ira                 | Aggro Fest 2003 |
| 23 de noviembre | Huinca              | Aggro Fest 2003 |
| 24 de noviembre | Rekiem              | Aggro Fest 2003 |
| 24 de noviembre | Raza                | Aggro Fest 2003 |
| 24 de noviembre | Libra               | Aggro Fest 2003 |
| 24 de noviembre | Sangre Aborigen     | Aggro Fest 2003 |
| 24 de noviembre | Delta del Sur       | Aggro Fest 2003 |
| 24 de noviembre | Nuevo Alguien Nadie | Aggro Fest 2003 |
| 24 de noviembre | Audiopsicotica      | Aggro Fest 2003 |
| 24 de noviembre | Nosotro             | Aggro Fest 2003 |
| 24 de noviembre | NOTCAMP             | Aggro Fest 2003 |
| 24 de noviembre | Pornoshop           | Aggro Fest 2003 |

### 2004
| 19 de junio | Rata Blanca |

### 2005
| 5 de septiembre | Suffocation  |
| 5 de septiembre | Morbid Angel |
| 5 de septiembre | Criogenia    |

### 2006
| 31 de enero | Brujería |

### 2007
| 26 de octubre   | Ratos de Porão |
| 16 de diciembre | Fother Muckers |

### 2008
| 9 de septiembre | Sodom     |
| 9 de septiembre | Warpath   |
| 9 de septiembre | Execrator |

### 2009
| 23 de enero     | LM.C           |
| 21 de abril     | Los Bunkers    |
| 11 de diciembre | Chico Trujillo |
| 12 de diciembre | Chico Trujillo |

### 2010
| 28 de agosto     | Miami Horror         |
| 22 de septiembre | Crystal Castles      |
| 7 de octubre     | Air                  |
| 8 de octubre     | Incubus              |
| 13 de octubre    | Pixies               |
| 28 de noviembre  | Francisca Valenzuela |
| 8 de diciembre   | White Lies           |

### 2011
| 6 de enero       | Mayer Hawthorne                      |                         |
| 24 de febrero    | Katatonia                            | Katatonia               |
| 24 de febrero    | Mar de Grises                        | Katatonia               |
| 24 de marzo      | Morcheeba                            |                         |
| 31 de marzo      | The Killers                          |                         |
| 2 de abril       | Cansei de Ser Sexy                   | Lollapalooza Chile 2011 |
| 2 de abril       | Datarock                             | Lollapalooza Chile 2011 |
| 2 de abril       | Edward Sharpe and the Magnetic Zeros | Lollapalooza Chile 2011 |
| 2 de abril       | Bomba Estéreo                        | Lollapalooza Chile 2011 |
| 2 de abril       | Ana Tijoux                           | Lollapalooza Chile 2011 |
| 2 de abril       | Dënver                               | Lollapalooza Chile 2011 |
| 2 de abril       | Astro                                | Lollapalooza Chile 2011 |
| 2 de abril       | Devil Presley                        | Lollapalooza Chile 2011 |
| 3 de abril       | Cold War Kids                        | Lollapalooza Chile 2011 |
| 3 de abril       | The Drums                            | Lollapalooza Chile 2011 |
| 3 de abril       | Cat Power                            | Lollapalooza Chile 2011 |
| 3 de abril       | Devendra Banhart                     | Lollapalooza Chile 2011 |
| 3 de abril       | Fother Muckers                       | Lollapalooza Chile 2011 |
| 3 de abril       | The Ganjas                           | Lollapalooza Chile 2011 |
| 3 de abril       | Cómo Asesinar a Felipes              | Lollapalooza Chile 2011 |
| 3 de abril       | Mundano                              | Lollapalooza Chile 2011 |
| 8 de abril       | Exodus                               |                         |
| 5 de mayo        | Christina Rosenvinge                 |                         |
| 6 de mayo        | Aleks Syntek                         |                         |
| 22 de mayo       | Tricky                               |                         |
| 28 de mayo       | Francisca Valenzuela                 |                         |
| 10 de septiembre | De Saloon                            |                         |
| 29 de septiembre | Balkan Beat Box                      |                         |
| 8 de noviembre   | Goldfrapp                            |                         |
| 11 de noviembre  | Black Rebel Motorcycle Club          |                         |
| 19 de noviembre  | Six Magics                           |                         |
| 26 de noviembre  | Yelle                                |                         |
| 2 de diciembre   | MSTRKRFT                             | Club Fauna              |
| 2 de diciembre   | A-Trak                               | Club Fauna              |
| 3 de diciembre   | Kings of Convenience                 |                         |

### 2012
| 24 de enero      | The Rapture       |                            |
| 30 de marzo      | Skrillex          | Sideshow Lollapalooza 2012 |
| 31 de marzo      | Silvestre         | Lollapalooza Chile 2012    |
| 31 de marzo      | Föllakzoid        | Lollapalooza Chile 2012    |
| 31 de marzo      | La Mala Senda     | Lollapalooza Chile 2012    |
| 31 de marzo      | Pulenta           | Lollapalooza Chile 2012    |
| 1 de abril       | Jiminelson        | Lollapalooza Chile 2012    |
| 1 de abril       | Fernando Milagros | Lollapalooza Chile 2012    |
| 1 de abril       | We Are The Grand  | Lollapalooza Chile 2012    |
| 1 de abril       | Gush              | Lollapalooza Chile 2012    |
| 1 de abril       | Soul & Sendes     | Lollapalooza Chile 2012    |
| 24 de abril      | Saiko             |                            |
| 17 de mayo       | Mogwai            |                            |
| 3 de junio       | Therion           |                            |
| 8 de junio       | Paul Di'Anno      |                            |
| 16 de junio      | Porta             |                            |
| 29 de junio      | of Montreal       |                            |
| 22 de julio      | JAM Project       |                            |
| 7 de septiembre  | No Te Va Gustar   |                            |
| 28 de septiembre | Blonde Redhead    |                            |
| 25 de noviembre  | Pulp              |                            |
| 5 de diciembre   | Scott Weiland     |                            |
| 8 de diciembre   | Extremoduro       |                            |

### 2013
| 31 de enero     | Digitalism                     |                                |
| 4 de abril      | Tomahawk                       | Sideshow Lollapalooza 2013     |
| 5 de abril      | The Hives                      | Sideshow Lollapalooza 2013     |
| 6 de abril      | Zonora Point                   | Lollapalooza Chile 2013        |
| 6 de abril      | Intimate Stranger              | Lollapalooza Chile 2013        |
| 6 de abril      | Keko Yoma                      | Lollapalooza Chile 2013        |
| 6 de abril      | Pascuala Y Fauna               | Lollapalooza Chile 2013        |
| 6 de abril      | Tréboles                       | Lollapalooza Chile 2013        |
| 7 de abril      | Kali Mutsa                     | Lollapalooza Chile 2013        |
| 7 de abril      | Protistas                      | Lollapalooza Chile 2013        |
| 7 de abril      | Resina Lala                    | Lollapalooza Chile 2013        |
| 7 de abril      | Red Oblivion                   | Lollapalooza Chile 2013        |
| 7 de abril      | Agents                         | Lollapalooza Chile 2013        |
| 8 de abril      | Keane                          | Sideshow Lollapalooza 2013     |
| 25 de mayo      | Cat Power                      |                                |
| 31 de mayo      | Babasónicos                    |                                |
| 14 de junio     | Halestorm                      |                                |
| 14 de junio     | Adrenaline Mob                 |                                |
| 5 de julio      | Bomba Estéreo                  |                                |
| 4 de agosto     | Canserbero                     |                                |
| 13 de agosto    | Joe Bonamassa                  |                                |
| 31 de agosto    | Ana Tijoux                     | Festival "7 al hilo recargado" |
| 31 de agosto    | Chancho en Piedra              | Festival "7 al hilo recargado" |
| 31 de agosto    | Papanegro                      | Festival "7 al hilo recargado" |
| 31 de agosto    | Sinergia                       | Festival "7 al hilo recargado" |
| 1 de septiembre | Beach House                    |                                |
| 11 de octubre   | Pedropiedra                    |                                |
| 14 de octubre   | Buckcherry                     |                                |
| 21 de noviembre | Cut Copy                       |                                |
| 28 de noviembre | Philip Glass                   |                                |
| 3 de diciembre  | Helloween                      | Helloween                      |
| 3 de diciembre  | Gamma Ray                      | Helloween                      |
| 7 de diciembre  | Devil Presley                  | Chile Rock Festival            |
| 7 de diciembre  | Los Mox                        | Chile Rock Festival            |
| 7 de diciembre  | Machuca                        | Chile Rock Festival            |
| 7 de diciembre  | Sadism                         | Chile Rock Festival            |
| 7 de diciembre  | Alto Voltaje                   | Chile Rock Festival            |
| 7 de diciembre  | Aneurisma                      | Chile Rock Festival            |
| 7 de diciembre  | Corona de Espinas              | Chile Rock Festival            |
| 7 de diciembre  | Inquisición                    | Chile Rock Festival            |
| 7 de diciembre  | Kingdom of Hate                | Chile Rock Festival            |
| 7 de diciembre  | Triburbana                     | Chile Rock Festival            |
| 7 de diciembre  | EQZ                            | Chile Rock Festival            |
| 7 de diciembre  | Chocloneta                     | Chile Rock Festival            |
| 8 de diciembre  | Alejandro Silva Power Cuarteto | Chile Rock Festival            |
| 8 de diciembre  | Husar Opera Rock               | Chile Rock Festival            |
| 8 de diciembre  | Six Magics                     | Chile Rock Festival            |
| 8 de diciembre  | Tumulto                        | Chile Rock Festival            |
| 8 de diciembre  | Battlerage                     | Chile Rock Festival            |
| 8 de diciembre  | Concerto                       | Chile Rock Festival            |
| 8 de diciembre  | Hielo Negro                    | Chile Rock Festival            |
| 8 de diciembre  | Los Peores de Chile            | Chile Rock Festival            |
| 8 de diciembre  | Polimetro                      | Chile Rock Festival            |
| 8 de diciembre  | Silverjack                     | Chile Rock Festival            |
| 8 de diciembre  | La más Gorda                   | Chile Rock Festival            |
| 8 de diciembre  | La Máquina                     | Chile Rock Festival            |
| 18 de diciembre | Gepe                           |                                |

### 2014
| 23 de enero     | Breakbot                 |                            |
| 27 de marzo     | Lucybell                 | Sideshow Lollapalooza 2014 |
| 28 de marzo     | Pixies                   | Sideshow Lollapalooza 2014 |
| 29 de marzo     | Onda Vaga                | Lollapalooza Chile 2014    |
| 29 de marzo     | Upa!                     | Lollapalooza Chile 2014    |
| 29 de marzo     | Nação Zumbi              | Lollapalooza Chile 2014    |
| 29 de marzo     | Dr. Vena                 | Lollapalooza Chile 2014    |
| 29 de marzo     | Hordatoj                 | Lollapalooza Chile 2014    |
| 29 de marzo     | Prefiero Fernández       | Lollapalooza Chile 2014    |
| 30 de marzo     | Nicole                   | Lollapalooza Chile 2014    |
| 30 de marzo     | Niño Cohete              | Lollapalooza Chile 2014    |
| 30 de marzo     | Somos Manhattan          | Lollapalooza Chile 2014    |
| 30 de marzo     | Mistah Dijah             | Lollapalooza Chile 2014    |
| 30 de marzo     | Rama                     | Lollapalooza Chile 2014    |
| 10 de mayo      | Mudhoney                 |                            |
| 10 de mayo      | METZ                     |                            |
| 22 de mayo      | The Jesus and Mary Chain |                            |
| 7 de junio      | Yo La Tengo              |                            |
| 14 de junio     | Sky Ferreira             |                            |
| 3 de agosto     | Ases Falsos              |                            |
| 23 de agosto    | Porta                    |                            |
| 14 de octubre   | Biffy Clyro              |                            |
| 29 de octubre   | One Ok Rock              |                            |
| 20 de noviembre | Yann Tiersen             |                            |

### 2015
| 21 de enero      | AlunaGeorge              |                            |
| 21 de enero      | Javiera Mena             |                            |
| 14 de marzo      | Marineros                | Lollapalooza Chile 2015    |
| 14 de marzo      | Oh Margot!               | Lollapalooza Chile 2015    |
| 14 de marzo      | Manu Da Banda            | Lollapalooza Chile 2015    |
| 14 de marzo      | Hielo Negro              | Lollapalooza Chile 2015    |
| 14 de marzo      | Esteman                  | Lollapalooza Chile 2015    |
| 14 de marzo      | Chinoy                   | Lollapalooza Chile 2015    |
| 14 de marzo      | Javiera y Los Imposibles | Lollapalooza Chile 2015    |
| 15 de marzo      | Farmacos                 | Lollapalooza Chile 2015    |
| 15 de marzo      | Dead Christine           | Lollapalooza Chile 2015    |
| 15 de marzo      | Lilits                   | Lollapalooza Chile 2015    |
| 15 de marzo      | María Magdalena          | Lollapalooza Chile 2015    |
| 15 de marzo      | Miss Garrison            | Lollapalooza Chile 2015    |
| 15 de marzo      | Yajaira                  | Lollapalooza Chile 2015    |
| 15 de marzo      | Tinariwen                | Lollapalooza Chile 2015    |
| 16 de marzo      | Foster the People        | Sideshow Lollapalooza 2015 |
| 11 de abril      | De Saloon                |                            |
| 19 de junio      | Johnny Marr              |                            |
| 31 de julio      | Little Jesus             | Festival Neutral 2015      |
| 31 de julio      | Pedropiedra              | Festival Neutral 2015      |
| 31 de julio      | Ases Falsos              | Festival Neutral 2015      |
| 9 de septiembre  | All Time Low             |                            |
| 28 de septiembre | Mastodon                 |                            |
| 14 de octubre    | Black Veil Brides        |                            |
| 17 de octubre    | Pedropiedra              |                            |
| 12 de noviembre  | Empire of the Sun        |                            |
| 9 de diciembre   | NOFX                     |                            |
| 10 de diciembre  | Collective Soul          |                            |
| 13 de diciembre  | HIM                      |                            |

### 2016
| 28 de enero     | La Ley              |                            |
| 28 de enero     | Canal Magdalena     |                            |
| 18 de marzo     | Todos Tus Muertos   | Sideshow Lollapalooza 2016 |
| 18 de marzo     | Movimiento Original | Sideshow Lollapalooza 2016 |
| 19 de marzo     | Föllakzoid          | Lollapalooza Chile 2016    |
| 19 de marzo     | Kuervos del Sur     | Lollapalooza Chile 2016    |
| 19 de marzo     | Magaly Fields       | Lollapalooza Chile 2016    |
| 19 de marzo     | Telebit             | Lollapalooza Chile 2016    |
| 19 de marzo     | Suicide Bitches     | Lollapalooza Chile 2016    |
| 19 de marzo     | Julius Popper       | Lollapalooza Chile 2016    |
| 20 de marzo     | Aguaturbia          | Lollapalooza Chile 2016    |
| 20 de marzo     | Oddó                | Lollapalooza Chile 2016    |
| 20 de marzo     | La Guacha           | Lollapalooza Chile 2016    |
| 20 de marzo     | Stone Giant         | Lollapalooza Chile 2016    |
| 20 de marzo     | Planeta No          | Lollapalooza Chile 2016    |
| 15 de abril     | El Cuarteto de Nos  |                            |
| 16 de abril     | Accept              | Accept                     |
| 16 de abril     | Pentagram Chile     | Accept                     |
| 23 de abril     | City and Colour     |                            |
| 13 de mayo      | José González       |                            |
| 28 de mayo      | Crystal Castles     |                            |
| 6 de junio      | Kaiser Chiefs       |                            |
| 25 de junio     | Camila Moreno       |                            |
| 12 de octubre   | Foals               |                            |
| 19 de noviembre | Mac DeMarco         |                            |
| 25 de noviembre | Adrian Belew        |                            |
| 25 de noviembre | The Aristocrats     |                            |
| 7 de diciembre  | Descendents         | Descendents                |
| 7 de diciembre  | Berri Txarrak       | Descendents                |
| 7 de diciembre  | Bbs Paranoicos      | Descendents                |
| 7 de diciembre  | Valium              | Descendents                |
| 15 de diciembre | Simple Plan         |                            |
| 17 de diciembre | De Saloon           |                            |

### 2017
| 26 de enero     | Nicolas Jaar                      |                                   |
| 28 de enero     | Nicolas Jaar                      |                                   |
| 14 de marzo     | Jake Bugg                         |                                   |
| 1 de abril      | López                             | Lollapalooza Chile 2017           |
| 1 de abril      | Crisálida                         | Lollapalooza Chile 2017           |
| 1 de abril      | Dr. Vena                          | Lollapalooza Chile 2017           |
| 1 de abril      | Paz Court y la Orquesta Florida   | Lollapalooza Chile 2017           |
| 1 de abril      | 8 Monkys                          | Lollapalooza Chile 2017           |
| 1 de abril      | Rey Puesto                        | Lollapalooza Chile 2017           |
| 1 de abril      | (Me Llamo) Sebastián              | Lollapalooza Chile 2017           |
| 2 de abril      | Mad Professor                     | Lollapalooza Chile 2017           |
| 2 de abril      | Zaturno ft. MC Piri               | Lollapalooza Chile 2017           |
| 2 de abril      | Boraj                             | Lollapalooza Chile 2017           |
| 2 de abril      | Temple Agents                     | Lollapalooza Chile 2017           |
| 2 de abril      | Amahiro                           | Lollapalooza Chile 2017           |
| 2 de abril      | Enrique Icka                      | Lollapalooza Chile 2017           |
| 2 de abril      | Mariel Mariel                     | Lollapalooza Chile 2017           |
| 2 de abril      | Tus Amigos Nuevos                 | Lollapalooza Chile 2017           |
| 6 de mayo       | Niño Cohete                       |                                   |
| 2 de junio      | We Are the Grand                  |                                   |
| 15 de junio     | Boyce Avenue                      |                                   |
| 1 de julio      | Fiskales Ad-Hok                   |                                   |
| 1 de julio      | Los Miserables                    |                                   |
| 26 de agosto    | Mr. Big                           |                                   |
| 26 de agosto    | JAF                               |                                   |
| 3 de septiembre | Devendra Banhart                  |                                   |
| 8 de septiembre | Tom Chaplin                       |                                   |
| 19 de octubre   | Mike Portnoy's Shattered Fortress |                                   |
| 26 de octubre   | Maximum the Hormone               |                                   |
| 3 de noviembre  | Washed Out                        |                                   |
| 9 de noviembre  | Daughter                          |                                   |
| 9 de noviembre  | Neon Indian                       | Sideshow Festival Fauna Primavera |
| 10 de noviembre | Iggy Azalea                       | Sideshow Festival Fauna Primavera |
| 23 de noviembre | Javiera Mena                      |                                   |

### 2018
| 23 de marzo     | Bonobo                |                      |
| 11 de mayo      | Duki                  |                      |
| 15 de mayo      | Living Colour         |                      |
| 2 de junio      | Desorden Público      |                      |
| 2 de junio      | Los Amigos Invisibles |                      |
| 23 de junio     | Nano Stern            |                      |
| 14 de julio     | Ases Falsos           | Ciclo Emerge         |
| 14 de julio     | Prehistöricos         | Ciclo Emerge         |
| 14 de julio     | We Are the Grand      | Ciclo Emerge         |
| 15 de julio     | FLOW                  |                      |
| 13 de octubre   | Vance Joy             |                      |
| 20 de octubre   | Kudai                 |                      |
| 11 de noviembre | Ana Tijoux            | Final Rial Fest 2018 |
| 11 de noviembre | Rubio                 | Final Rial Fest 2018 |
| 11 de noviembre | Newen Afrobeat        | Final Rial Fest 2018 |
| 11 de noviembre | Bronko Yotte          | Final Rial Fest 2018 |
| 11 de noviembre | Pensamiento Abstracto | Final Rial Fest 2018 |
| 11 de noviembre | Sweet Scented Killers | Final Rial Fest 2018 |
| 11 de noviembre | Emilia Ivanovic       | Final Rial Fest 2018 |
| 11 de noviembre | Anticreación          | Final Rial Fest 2018 |
| 11 de noviembre | Los Bufones           | Final Rial Fest 2018 |
| 11 de noviembre | The Anchors           | Final Rial Fest 2018 |
| 11 de noviembre | Los Refugiados        | Final Rial Fest 2018 |
| 11 de noviembre | Phsycopath            | Final Rial Fest 2018 |
| 11 de noviembre | Weirdest              | Final Rial Fest 2018 |
| 11 de noviembre | Cristal               | Final Rial Fest 2018 |
| 11 de noviembre | Blend                 | Final Rial Fest 2018 |
| 11 de noviembre | Plan CF               | Final Rial Fest 2018 |
| 11 de noviembre | Sala Uno              | Final Rial Fest 2018 |
| 9 de noviembre  | At the Drive-In       |                      |
| 24 de noviembre | Osees                 | Festival en Órbita   |
| 24 de noviembre | Yonatan Gat           | Festival en Órbita   |
| 24 de noviembre | Föllakzoid            | Festival en Órbita   |
| 24 de noviembre | Suuns                 | Festival en Órbita   |
| 24 de noviembre | Juan Wauters          | Festival en Órbita   |
| 24 de noviembre | We Are Wolves         | Festival en Órbita   |
| 24 de noviembre | Deep Sea Arcade       | Festival en Órbita   |
| 24 de noviembre | Dead Buttons          | Festival en Órbita   |
| 24 de noviembre | Alexander Biggs       | Festival en Órbita   |
| 24 de noviembre | NST & The Soul Sauce  | Festival en Órbita   |

### 2019
| 2 de febrero    | Orchestral Manoeuvres in the Dark |                                    |
| 15 de marzo     | The Cardigans                     |                                    |
| 28 de marzo     | Snow Patrol                       | Sideshow Lollapalooza 2019         |
| 2 de abril      | Foals                             | Sideshow Lollapalooza 2019         |
| 19 de abril     | Attaque 77                        | Attaque 77                         |
| 19 de abril     | Fiskales Ad-Hok                   | Attaque 77                         |
| 19 de abril     | Los Miserables                    | Attaque 77                         |
| 25 de mayo      | Princesa Alba                     | Trap Star Chile                    |
| 25 de mayo      | DrefQuila                         | Trap Star Chile                    |
| 25 de mayo      | Polimá Westcoast                  | Trap Star Chile                    |
| 25 de mayo      | Young Cister                      | Trap Star Chile                    |
| 25 de mayo      | Harry Nach                        | Trap Star Chile                    |
| 25 de mayo      | Gianluca                          | Trap Star Chile                    |
| 25 de mayo      | Pablo Chill-E                     | Trap Star Chile                    |
| 26 de mayo      | AURORA                            |                                    |
| 6 de junio      | The Exploited                     | The Exploited                      |
| 6 de junio      | 10 Botellas                       | The Exploited                      |
| 9 de junio      | The Neighbourhood                 |                                    |
| 23 de agosto    | Cigarettes After Sex              |                                    |
| 7 de septiembre | Todos Tus Muertos                 | Festival Sudamerican Rockers       |
| 7 de septiembre | La Floripondio                    | Festival Sudamerican Rockers       |
| 7 de septiembre | Fiskales Ad-Hok                   | Festival Sudamerican Rockers       |
| 5 de octubre    | Kreator                           | Sideshow Santiago Gets Louder 2019 |
| 13 de octubre   | LP                                |                                    |
| 13 de diciembre | Hiatus Kaiyote                    | Hiatus Kaiyote                     |
| 13 de diciembre | Cómo asesinar a Felipes           | Hiatus Kaiyote                     |

### 2020
| sin eventos |

### 2021
| sin eventos |

### 2022
| 22 de marzo     | Soen                          |
| 22 de marzo     | Lapsus Dei                    |
| 22 de marzo     | Habitante                     |
| 23 de marzo     | Soen                          |
| 23 de marzo     | Lapsus Dei                    |
| 23 de marzo     | Habitante                     |
| 24 de marzo     | Soen acústico                 |
| 18 de mayo      | Cannibal Corpse               |
| 18 de mayo      | Lefutray                      |
| 9 de septiembre | Los Amigos Invisibles         |
| 7 de octubre    | Camila Moreno                 |
| 5 de noviembre  | Yorka                         |
| 5 de noviembre  | Amor Elefante                 |
| 2 de diciembre  | Desorden Público              |
| 9 de diciembre  | Animals As Leaders            |
| 9 de diciembre  | Koke Benavides Pablo Martínez |

### 2023
| 1 de abril | Germaín De la Fuente | Festival Las Canciones Más Tristes |
| 1 de abril | Palmenia Pizarro     | Festival Las Canciones Más Tristes |
| 1 de abril | El Bloque 8          | Festival Las Canciones Más Tristes |
| 1 de abril | Camiseta 22          | Festival Las Canciones Más Tristes |
| 1 de abril | Juanito Ayala        | Festival Las Canciones Más Tristes |
| 1 de abril | La Joya              | Festival Las Canciones Más Tristes |
| 1 de abril | Kostalazo            | Festival Las Canciones Más Tristes |
| 1 de abril | Tropikunche          | Festival Las Canciones Más Tristes |

### 2024
| 1 de diciembre | billlie |

### 2025
| 15 de marzo | The Warning       |
| 25 de marzo | Wave to Earth     |
| 24 de marzo | Foster the people |
| 4 de abril  | Cami              |
| 2 de mayo   | W.A.S.P           |